# Điểm truy cập (Wi-Fi)

A diagram showing a Wi-Fi network

Điểm truy cập là một vị trí thực tế nơi mọi người có thể truy cập Internet, thường sử dụng công nghệ Wi-Fi, qua mạng cục bộ không dây (WLAN) bằng bộ định tuyến được kết nối với nhà cung cấp dịch vụ internet.
Các điểm truy cập công cộng có thể được tạo ra bởi một doanh nghiệp để khách hàng sử dụng, chẳng hạn như cửa hàng cà phê hoặc khách sạn. Các điểm truy cập công cộng thường được tạo từ các điểm truy cập không dây được định cấu hình để cung cấp truy cập Internet, được kiểm soát ở một mức độ nào đó theo địa điểm. Ở dạng đơn giản nhất, các địa điểm có truy cập Internet băng thông rộng có thể tạo truy cập không dây công cộng bằng cách định cấu hình điểm truy cập (AP), kết hợp với bộ định tuyến và kết nối AP với kết nối Internet. Một bộ định tuyến không dây duy nhất kết hợp các chức năng này có thể coi là đầy đủ.
Các điểm truy cập riêng có thể được định cấu hình trên điện thoại thông minh hoặc máy tính bảng có gói dữ liệu mạng di động để cho phép truy cập Internet vào các thiết bị khác thông qua kết nối Bluetooth hoặc nếu cả thiết bị hotspot và thiết bị truy cập được kết nối với cùng một mạng Wi-Fi.

## Công dụng
Người dùng có thể sử dụng máy tính xách tay hoặc thiết bị cầm tay phù hợp khác để truy cập kết nối không dây (thường là Wi-Fi) được cung cấp. Trong số ước tính 150 triệu máy tính xách tay, 14 triệu PDA, và các thiết bị Wi-Fi mới nổi khác được bán mỗi năm trong vài năm trở lại đây, Bản mẫu:When? hầu hết bao gồm tính năng Wi-Fi.
Bản đồ tương tác iPass 2014, hiển thị dữ liệu được cung cấp bởi các nhà phân tích Maravingis Rethink, cho thấy vào tháng 12 năm 2014 có 46.000.000 điểm truy cập trên toàn thế giới và hơn 22.000.000 điểm truy cập có thể chuyển vùng. Hơn 10.900 điểm truy cập nằm trên tàu hỏa, máy bay và sân bay (Wi-Fi đang chuyển động) và hơn 8.500.000 là điểm truy cập "có thương hiệu" (cửa hàng bán lẻ, quán cà phê, khách sạn). Khu vực có số lượng điểm truy cập công cộng lớn nhất là Châu Âu, tiếp theo là Bắc Mỹ và Châu Á.

## Vấn đề an ninh
An ninh là một mối quan tâm nghiêm trọng liên quan đến các điểm truy cập công cộng và tư nhân. Có ba kịch bản tấn công có thể xảy ra. Đầu tiên, có kết nối không dây giữa máy khách và điểm truy cập, cần được mã hóa, để kết nối không thể bị nghe trộm hoặc tấn công bởi một cuộc tấn công trung gian. Thứ hai, an ninh tại chính điểm truy cập. Mã hóa WLAN kết thúc tại giao diện, sau đó di chuyển ngăn xếp mạng của nó không được mã hóa và sau đó, thứ ba, đi qua kết nối có dây đến BRAS của ISP.
Tùy thuộc vào việc thiết lập điểm truy cập công cộng, nhà cung cấp điểm truy cập có quyền truy cập vào siêu dữ liệu và nội dung được người dùng truy cập điểm truy cập truy cập. Phương pháp an toàn nhất khi truy cập Internet qua một điểm truy cập, với các biện pháp bảo mật không xác định, là mã hóa đầu cuối. Ví dụ về mã hóa đầu cuối mạnh mẽ là HTTPS và SSH.
Một số điểm truy cập xác thực người dùng; tuy nhiên, điều này không ngăn người dùng xem lưu lượng mạng bằng cách sử dụng trình thám thính gói tin.
Một số nhà cung cấp cung cấp tùy chọn tải xuống triển khai hỗ trợ WPA. Điều này mâu thuẫn với các cấu hình doanh nghiệp có giải pháp dành riêng cho mạng WLAN nội bộ của họ. 
Để cung cấp bảo mật mạnh mẽ cho người dùng hotspot, Wi-Fi Alliance đang phát triển một chương trình hotspot mới nhằm mã hóa lưu lượng truy cập hotspot bằng bảo mật WPA2. Chương trình đã được lên kế hoạch ra mắt vào nửa đầu năm 2012. 

## Địa điểm
Các điểm nóng công cộng thường được tìm thấy tại sân bay, nhà sách, quán cà phê, cửa hàng bách hóa, trạm nhiên liệu, khách sạn, bệnh viện, thư viện, điện thoại công cộng, nhà hàng, công viên RV và khu cắm trại, siêu thị, nhà ga và các địa điểm công cộng khác. Ngoài ra, nhiều trường học và trường đại học có mạng không dây trong khuôn viên của chúng.

## Các loại
Các điểm truy cập miễn phí hoạt động theo hai cách:
- Sử dụng mạng công cộng mở là cách dễ nhất để tạo một điểm truy cập miễn phí. Tất cả những gì cần thiết là một bộ định tuyến Wi-Fi. Tương tự, khi người dùng bộ định tuyến không dây riêng tắt yêu cầu xác thực, mở kết nối của họ, cố ý hay không, họ cho phép cõng (chia sẻ) bởi bất kỳ ai trong phạm vi. [cần dẫn nguồn]
- Các mạng công cộng đóng sử dụng Hệ thống quản lý HotSpot để kiểm soát truy cập vào các điểm nóng. Phần mềm này chạy trên chính bộ định tuyến hoặc máy tính bên ngoài cho phép các nhà khai thác chỉ ủy quyền cho người dùng cụ thể truy cập Internet. Các nhà cung cấp các điểm truy cập như vậy thường liên kết truy cập miễn phí với một menu, thành viên hoặc giới hạn mua hàng. Các nhà khai thác cũng có thể giới hạn băng thông khả dụng của mỗi người dùng (tốc độ tải lên và tải xuống) để đảm bảo mọi người đều có được dịch vụ chất lượng tốt. Thông thường điều này được thực hiện thông qua các thỏa thuận cấp dịch vụ. [cần dẫn nguồn]